# Російський національний костюм

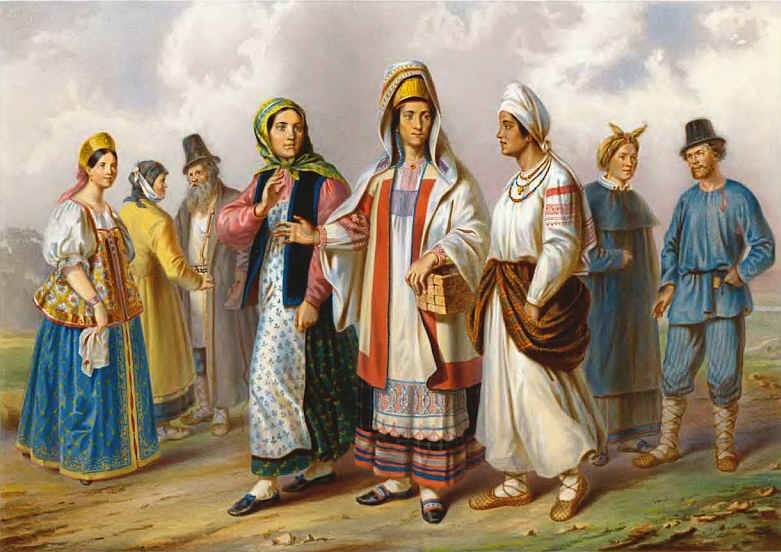
Великоросіяни різних губерній. 1862 р.

Російський національний костюм — сформований протягом століть традиційний комплекс одягу, взуття та аксесуарів, який використовувався російськими людьми в повсякденному і святковому побуті. Має значні особливості в залежності від конкретного регіону, статі (чоловічий і жіночий), призначення (святковий, весільний і повсякденний) і віку (дитячий, дівчини, одруженої жінки, баби). Російський народний костюм є два основних типи — північний і південний.

## Чоловічий костюм
- Сорочка
- Душегрійка
- Зипун
- Фуфайка
- Кожух
- Штани
- Лапті/Чоботи

Чоловіки носили коротку сорочку (рос. рубаха) без коміра, червоного, синього або білого кольору з полотна. Сорочку носили по штанах і підв'язували поясом. Штани носили широкі, підв'язані біля коліна. Ноги нижче колін обмотували онучами, по онучах носили лапті або короткі чоботи. Купці та міщани носили замість онуч — панчохи. Зверху по сорочці одягали безрукавку на ґудзиках, по безрукавці одягали коротку фуфайку. Як верхній одяг носили також зипун, поли якого спереду заходили одна на одну. Зверху по зипуні носили широкий пас (рос. кушак). Взимку носили короткі кожухи з овчини. Одяг купців та міщан відрізнявся від одягу селян кращими тканинами. Чоловіки бороду і вуса не голили. Волосся ззаду підстригали.

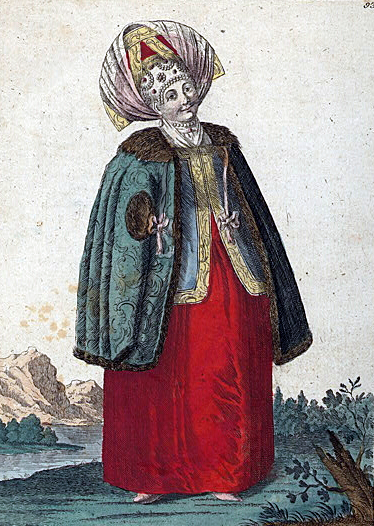
Калузька купчиха в зимовому одязі 1781

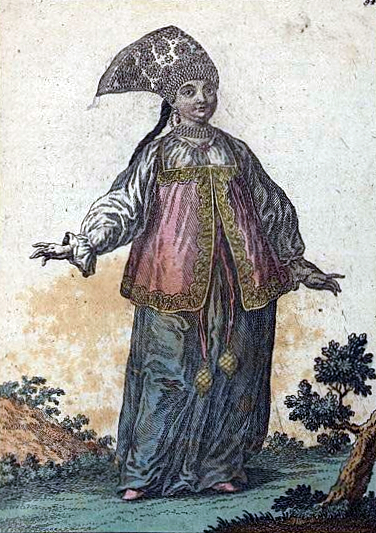
Калузька дівиця 1781

## Жіночий костюм
- Сорочка
- Сарафан
- Душегрійка
- Зипун
- Кожух
- Лапті/коти/черевики
- Кокошник/Сорока

Жінки та дівчата носять білі або кольорові сорочки з бавовни. По сорочці носили кумачевий, китайчатий або полотняний сарафан, з глибоким вирізом, без рукавів. Спереду сарафан мав зверху до низу ряд дрібних ґудзиків. Сарафан пов'язували поясом і на поясі носили ключі. Сарафани міщанства та купчих були з парчі, шовку, могли бути обшиті також хутром. По сарафані одягали душегрійку без рукавів. В холодну пору року носили зипуни з сукна або полотна виготовленого домашнім способом, такі як і у чоловіків. На ногах носили як і чоловіки шерстяні або полотняні онучі та лапті, інколи шерстяні панчохи (чулки), а також коти — шкіряне взуття на зразок чобіт без халяв, обшиті червоним сукном або сап'яном. Взимку носять шуби з овчини, такі самі як у чоловіків. Прості селянки носили на голові сороки або кокошники з підзатильниками, підубрусами, кичками. Сорока була в вигляді півмісяця, обернутого ріжками догори, спереду вона була вишита шовком, а ззаду підшита кумачем'. Під сорокою носили кички.
Міщанки та купчихи в кінці 18 ст. носили влітку мантилії або асолопи, а взимку шуби або асолопи з парчі, підбиті хутром зайця, білки, куниці або лисиці. Душегрійки мали зверху вузький ліф, а від нього йшли численні збори. Душегрійки зимою обшивалися хутром.
На голові жінки носили кокошники, кички, очіпки (рос. повойники), підубрусники, шапки. Кокошники носили біля Калуги, Москви, Ярославля, тобто в губерніях навколо Москви. До кокошника носили фату (покривало), таке як у татарок, але висіло воно ззаду. На кожний день кокошник в цих місцях не носили, але до волосся причіпляли покривало. Кокошники мали вигляд напівмісяця, опущеного ріжками вниз, спереду вони були розшиті перлами та дорогоцінним камінням. Кокошники були святковим вбранням голови, а на кожний день носили підубрусники. В західній Росії носили кички та повойники. На шиї купчихи та міщанки носили корали, перли та золоті ланцюжки. Сережки носили золоті або з перлин, на пальцях носили багато перстнів, на руках носили браслети або зарукав'я. Дівчата міщанки та купчихи носили черевики з парчі, шовку та сап'яну. Панчохи носили шерстяні з червоними стрілками або білі нитяні з червоними стрілками.
Дівчата в більшості волосся не покривали, а в деяких місцевостях носили на голові коронки. Дівчата заплітали косу, яка була вільно опущена по спині. Міщанки та купчихи завжди вживали дуже багато білил та рум'ян, а селянки збирали коріння, сушили його та добували з нього фарбу або використовували річну губку (бодягу) та натирали нею собі також щоки.

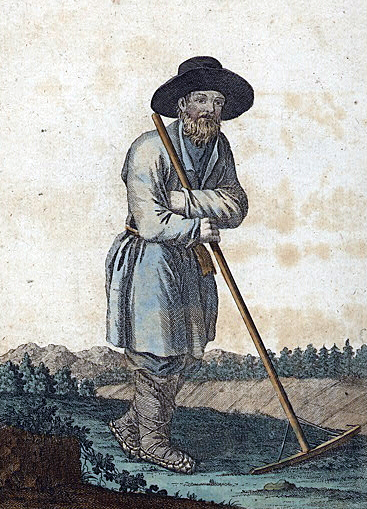
Російський селянин 1781
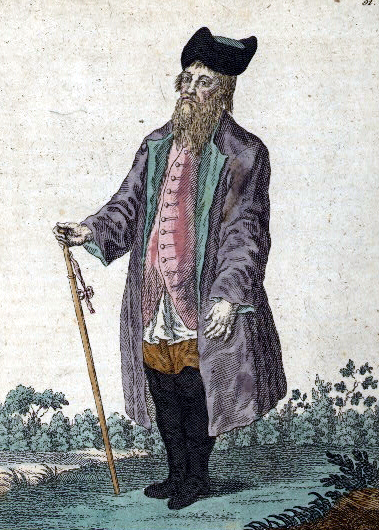
Калузький купець 1781